# Свети Архангели (Негуш)
„Свети Архангели“ (на гръцки: Μοναστήρι των Ταξιαρχών, Μονή των Ασωμάτων) е бивш православен манастир край южномакедонския град Негуш (Науса), Егейска Македония, Гърция. На мястото му има малък едноименен параклис, част от Берската, Негушка и Камбанийска епархия на Църквата на Гърция.

## Местоположение
„Свети Архангели“ е разположен в планината Каракамен (Вермио) на 2 km западно от града.

## История
Манастирът е построен в края на XVI век от Теофан Нови Атонски, по-късно обявен за покровител на Негуш. Съдейки по развалините му, той е бил много голям. Унищожен е в 1806 година от Али паша заедно със съседния манастир „Сретение Господне Външно“. Възстановен е в 1811 година е открит отново, но е повторно унищожен при потушаването на Негушкото въстание в 1822 година.
На мястото в XX век е построена нова църква.